# Borgo Chiese
Borgo Chiese ist eine italienische Gemeinde mit 1934 Einwohnern (Stand 31. Dezember 2023) in der italienischen Provinz Trient (Region Trentino-Südtirol). Sie ist Teil der Talgemeinschaft Comunità delle Giudicarie.

## Geographie
Borgo Chiese ist eine Streugemeinde in den Inneren Judikarien im vom Fluss Chiese durchflossenen Valle del Chiese. Sie grenzt direkt an die Provinz Brescia in der Lombardei. Der Gemeindesitz in Condino liegt etwa 45 Kilometer südsüdwestlich von Trient.
Die Nachbargemeinden sind Castel Condino, Ledro, Pieve di Bono-Prezzo, Storo und Valdaone im Trentino sowie die in der Provinz Brescia liegenden Gemeinden Bagolino, Breno.

## Geschichte
Die Gemeinde Borgo Chiese entstand 2016 aus dem Zusammenschluss der bis dahin eigenständigen Gemeinden Brione, Cimego und Condino.

## Verkehr
Durch das Gemeindegebiet führt die Strada Statale 237 del Caffaro, die Brescia mit dem Valle dei Laghi bei Sarche in der Gemeinde Madruzzo verbindet.